# Малиновский, Руслан Владимирович
Русла́н Влади́мирович Малино́вский (укр. Руслан Володимирович Маліновський; род. 4 мая 1993[…], Житомир) — украинский футболист, полузащитник клуба «Дженоа» и сборной Украины. Участник двух чемпионатов Европы (2020 и 2024).

## Клубная карьера

### Ранние годы
Родился 4 мая 1993 года в Житомире в семье музыкантов, футболом начал заниматься вместе со старшим братом — Александром.
Малиновский является воспитанником житомирского «Полесья» и донецкого «Шахтёра», за которые играл в соревнованиях ДЮФЛ. 9 апреля 2011 года начал свою карьеру в фарм-клубе Шахтёр-3.

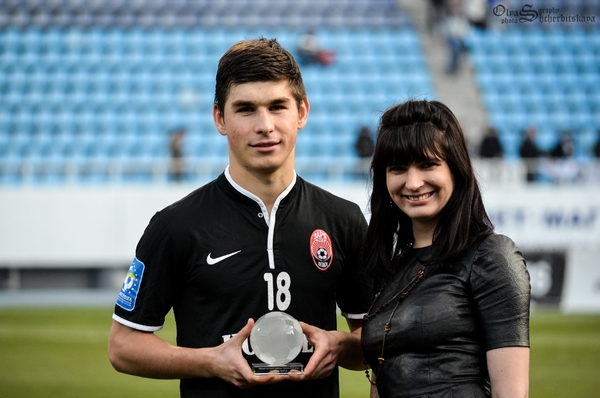
Малиновский в составе «Зари»

31 августа 2012 года был отдан в аренду в клуб «Севастополь». На протяжении сезона 2012/13 провёл 16 матчей и отметился одним голом. В сезоне 2013/14 зимой был отдан в аренду в луганскую «Зарю», где быстро стал игроком основного состава и был признан лучшим молодым игроком Украины. Отмечался голами не только в чемпионате, но и в Еврокубках, в частности сделав дубль в квалификации Лиги Европы против бельгийского «Шарлеруа».

### «Генк»
1 января 2016 года стало известно, что Руслан перешёл на правах аренды до конца сезона в бельгийский «Генк», руководство которого также рассматривает возможность подписания более длительного договора с футболистом в будущем. Малиновский дебютировал за клуб в полуфинале Кубка Бельгии против «Стандарда». Позже аренда была продлена ещё на один год, после чего бельгийский клуб решил выкупить контракт игрока, который на то время провёл в его составе 42 матча во всех турнирах, отметившись 13 голами и 8 результативными передачами.
30 мая 2017 года стало известно что Руслан подписал полноценный контракт с «Генком» сроком на 4 года. В сезоне 2018/19, который завершился для «Генка» победой в чемпионате, принял участие в 51-м матче во всех турнирах, забив 16 мячей и отдав 16 результативных передач, был признан лучшим игроком команды.
Малиновский своей игрой привлёк внимание ряда представителей сильнейших европейских лиг, среди которых фигурировали итальянские «Наполи», «Сампдория» и «Аталанта», а также испанская «Валенсия». Впрочем, «Генк» был настроен удержать игрока в своём составе и сделал предложение нового контракта, которое было отклонено.

### «Аталанта»
Летом 2019 года было официально объявлено о переходе Малиновского в «Аталанту». Основной контракт рассчитан на 5 лет, сумма трансфера составила 13,7 млн евро.
Дебют в составе «Аталанты» состоялся 18 июля 2019 года в товарищеской встрече против «Брусапорто», Малиновский появился на поле с первых минут и сначала отметился голевой передачей на Эбрима Колли, а затем забил сам, реализовал 11-метровый удар. 22 октября вышел в основном составе на матч Лиги чемпионов УЕФА против «Манчестер Сити» и отметился голом с пенальти. 7 декабря забил дебютный гол за «Аталанту» в Серии А, поразив ворота «Вероны». 12 июля 2020 года отличился забитым голом в матче с «Ювентусом», завершившегося со счётом 2:2, выйдя на поле на 68-й минуте. В своем первом сезоне в составе «Аталанты» украинец принял участие в 34 матчах, забил 9 мячей (8 в Серии А, 1 в Лиге чемпионов), отдал пять голевых передач и стал одним из самых бьющих издали игроков в топ-чемпионатах, в сезоне-2019/20 только Лионель Месси забил больше из-за пределов штрафной.
13 декабря 2020 года в матче против «Фиорентины», ударом со штрафного, забил свой первый гол в сезоне 2020/21 в Серии А. 27 января в матче против «Лацио» забил свой дебютный гол в Кубке Италии и помог «Аталанте» выйти в полуфинал турнира (3:2). В начале апреля Руслан повторил достижение Луиша Фигу 2007 года, отметившись двумя ассистами в двух матчах Серии А подряд. 21 марта 2021 года забил победный гол в матче против «Вероны» и в следующих 10 матчах чемпионата подряд отмечался результативными действиями (6 голов, 9 голевых передач). 19 мая 2021 года забил гол в финале Кубка Италии в матче против «Ювентуса» (1:2). Всего в сезоне 2020/21 Малиновский провел в футболке бергамасков 42 поединка во всех турнирах, в которых ему удалось забить 10 голов и стать лучшим ассистентом Серии А (12 передач).
21 сентября 2021 года отдал первый результативный пас в сезоне 2021/22, ассистировав Робину Госенсу. Этот пас помог «Аталанте» одолеть «Сассуоло» со счетом 2:1. 25 сентября 2021 года отметился дебютным голом в сезоне, дальним ударом из-за пределов штрафной поразив ворота «Интера» (2:2). 14 февраля 2022 года в поединке 25-го тура против «Ювентуса» Малиновский отметился очередным голом, который стал для него 22-м в Серии А с момента перехода в «Аталанту» в 2019 году и 14 забитым из-за пределов штрафной площадки соперников. С тех пор больше голов дальними ударами среди игроков топ-5 лиг забил только Лионель Месси — на счету аргентинца 18 мячей. 24 февраля 2022 года в матче против греческого «Олимпиакоса» в 1/16 финала Лиги Европы оформил первый дубль за бергамасков (0:3).
10 марта 2022 года в поединке 1/8 финала Лиги Европы против «Байера 04» Руслан отметился голом и 2 ассистами (3:2). 15 мая 2022 года провел 100-й матч в Серии А, появившись на поле в поединке против «Милана». Сезон 2021/22 Малиновский завершил с показателем
10 голов и 7 ассистов во всех турнирах.

### «Марсель»
9 января 2023 года перешёл на правах аренды с обязательным правом выкупа в французский клуб «Марсель», сумма трансфера оценивается в 10 миллионов евро, которые потенциально могут возрасти до 13 в виде бонусов.
Дебютировал за новый клуб 11 января 2023 года в матче 18-го тура французской Лиги 1 против «Труа» (0:2). 5 февраля в матче 23-го тура против «Ниццы», отметился дебютным голом за клуб и был признан лучшим игроком матча по версии WhoScored. 8 февраля дебютировал в Кубке Франции в матче 1/8 финала, забив победный гол в Ле Классико против «Пари Сен-Жермен» (2:1). В сезоне 2022/23 отыграл 23 матча во всех турнирах и забил два мяча, «Марсель» завершил сезон на 3-м месте в Лиге 1.

### «Дженоа»
19 августа 2023 года представители «Дженоа» официально сообщили о переходе Руслана Малиновского. Речь шла о годичной аренде с правом выкупа за 10 миллионов евро. 
27 августа 2023 года дебютировал за клуб в матче Серии A против «Лацио». Главный тренер «грифонов» Альберто Джилардино, перевёл Малиновского на позицию центрального полузащитника. 27 октября 2023 года отметился первой голевой передачей в сезоне 2023/24, ассистировал Альберту Гудмюндссону, который забил победный гол в матче против «Салернитаны» (1:0). Спустя четыре дня в матче второго раунда Кубка Италии против «Реджаны», Малиновский появился на поле в овертайме на 97-й минуте матча и на 99-й отдал победный ассист на все того же Гудмюндссона, который установил окончательный счёт матча 2:1, что позволило команде выйти 1/8 турнира. 26 ноября 2023 года в матче с «Фрозиноне» отметился дебютным голом за клуб. 3 декабря 2023 года в поединке с «Эмполи» Малиновский дальним ударом открыл счёт (1:1). Этот гол стал для него 25-м в Серии А, при этом 17 из них были забиты из-за пределов штрафной. Процентное соотношение таких голов к общему числу составило 68 %. За последние 20 сезонов в чемпионате Италии, по этому показателю он уступает только Андреа Пирло (77,4 %, 24 из 31). 31 января 2024 года генуэзцы воспользовались опцией выкупа Малиновского у «Марселя» и досрочно оформили сделку. 
21 сентября 2024 года в матче против «Венеции» получил тяжёлую травму — вывих голеностопного сустава и перелом малоберцовой кости. Восстановление от травмы в итоге заняло более пяти месяцев.
14 марта 2025 года против «Лечче» провёл свой 150-й матч в чемпионате Италии, отметившись 2 ассистами, внеся вклад в победу своей команды (2:1).

## Карьера в сборной
Выступал в юношеской сборной Украины до 19 лет. С 2013 года регулярно стал появляться в молодёжной сборной Украины.
В феврале 2014 года стал победителем кубка Содружества, обыграв с командой в финале сверстников из сборной команды России со счётом 4:0.
31 марта 2015 года дебютировал за национальную сборную Украины выйдя на замену в товарищеском матче против сборной Латвии. 10 октября 2018 года отличился дебютным голом за сборную в ворота Италии, сравняв счет на 62 минуте матча. Игра завершилась ничьей 1:1.

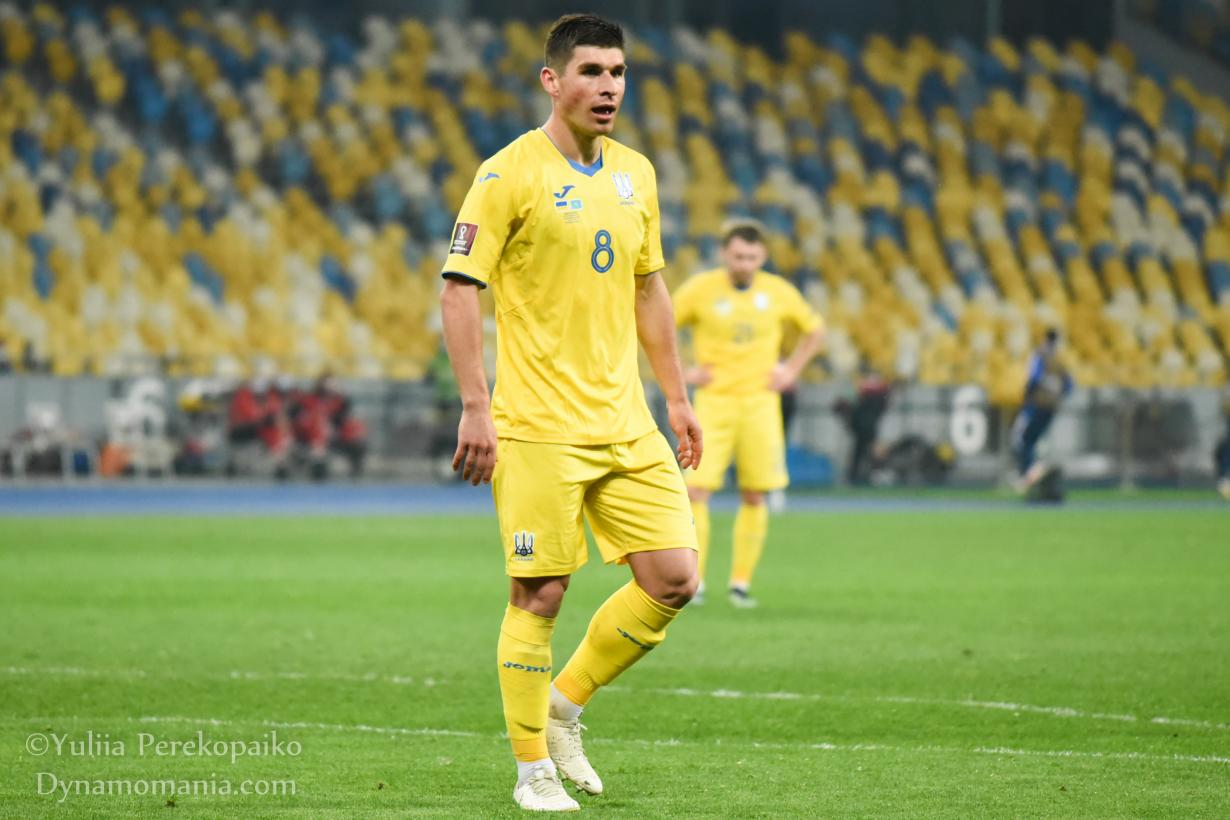
Руслан Малиновский в составе сборной Украины в 2021 году

25 марта 2019 года во втором матче сборной Украины в рамках отборочного цикла к чемпионату Европы 2020 года, в котором команда играла на выезде против сборной Люксембурга, выполнил прострел на последних минутах матча, после которого был забит победный гол (1:2). 10 июня 2019 года в матче с Сербией (5:0) отметился двумя голевыми передачами. В домашнем матче против Люксембурга (1:0) выполнил навес на Романа Яремчука, забившего победный гол. 11 октября 2019 года в матче против Литвы (2:0) отметился дублем. Всего, Малиновский принял участие во всех восьми матчах сборной Украины в отборочном цикле чемпионата Европы 2020 года.
1 июня 2021 года был включен в официальную заявку сборной Украины главным тренером Андреем Шевченко для участия в матчах чемпионата Европы 2020 года. В первом матче группового этапа против сборной Нидерландов Малиновский сделал голевую передачу на Романа Яремчука, который забил второй гол (3:2). Во втором матче с Македонией при счёте 2:1 не забил пенальти. Всего, принял участие в четырёх матчах турнира, в основном выходя на замену из-за проблем с грыжей живота.
Участник чемпионата Европы по футболу 2024 года. Принял участие во всех трёх матчах сборной Украины на турнире.

## Стиль игры
Малиновский может играть на позиции атакующего и центрального полузащитника или вингера. Имеет хорошее виденье поля, обладает отличной индивидуальной техникой, выдержкой и физической силой. Его главной особенностью является дальний удар с левой ноги, что делает его эффективным при стандартных положениях, особенно из-за силы, с которой он бьет по воротам.

## Достижения

### Командные
«Севастополь»
- Победитель Первой лиги Украины: 2012/13

«Генк»
- Чемпион Бельгии: 2018/19

«Аталанта»
- Финалист Кубка Италии: 2020/21

### Личные
- Лучший молодой игрок чемпионата Украины: 2013/14[59]
- Обладатель премии «Золотой талант Украины»: 2014
- Лучший игрок сезона 2018/19 в составе «Генка» по версии болельщиков[60]
- Игрок месяца бельгийской Про-лиги: август 2018[61]
- Игрок месяца итальянской Серии А (2): май 2021[62], февраль 2022[63]
- Лучший игрок месяца в «Аталанте» (5): март 2021, апрель 2021, май 2021, декабрь 2021[64], февраль 2022[65]
- Лучший ассистент Серии А: 2020/21 (12 передач)[66]
- Автор лучшего гола месяца в Серии А: февраль 2022[67]

## Статистика

### Клубная
| Выступление       | Выступление      | Выступление      | Лига | Лига | Кубок страны | Кубок страны | Еврокубки | Еврокубки | Прочие | Прочие | Итого | Итого |
| Клуб              | Лига             | Сезон            | Игры | Голы | Игры         | Голы         | Игры      | Голы      | Игры   | Голы   | Игры  | Голы  |
| ----------------- | ---------------- | ---------------- | ---- | ---- | ------------ | ------------ | --------- | --------- | ------ | ------ | ----- | ----- |
| Севастополь       | Первая лига      | 2012/13          | 14   | 1    | 2            | 0            | 0         | 0         | 0      | 0      | 16    | 1     |
| Севастополь       | Первая лига      | 2013/14          | 0    | 0    | 1            | 0            | 0         | 0         | 0      | 0      | 1     | 0     |
| Севастополь       | Итого            | Итого            | 14   | 1    | 3            | 0            | 0         | 0         | 0      | 0      | 17    | 1     |
| Заря (Луганск)    | Премьер-лига     | 2013/14          | 8    | 3    | 0            | 0            | 0         | 0         | 0      | 0      | 8     | 3     |
| Заря (Луганск)    | Премьер-лига     | 2014/15          | 23   | 1    | 4            | 0            | 4         | 2         | 0      | 0      | 31    | 3     |
| Заря (Луганск)    | Премьер-лига     | 2015/16          | 13   | 3    | 3            | 0            | 4         | 4         | 0      | 0      | 20    | 7     |
| Заря (Луганск)    | Итого            | Итого            | 44   | 7    | 7            | 0            | 8         | 6         | 0      | 0      | 59    | 13    |
| Генк              | Лига Жюпиле      | 2015/16          | 13   | 0    | 2            | 0            | 0         | 0         | 0      | 0      | 15    | 0     |
| Генк              | Лига Жюпиле      | 2016/17          | 20   | 5    | 2            | 1            | 5         | 1         | 0      | 0      | 27    | 7     |
| Генк              | Лига Жюпиле      | 2017/18          | 37   | 5    | 5            | 2            | 0         | 0         | 0      | 0      | 42    | 7     |
| Генк              | Лига Жюпиле      | 2018/19          | 37   | 13   | 1            | 0            | 13        | 3         | 0      | 0      | 51    | 16    |
| Генк              | Итого            | Итого            | 107  | 23   | 10           | 3            | 18        | 4         | 0      | 0      | 135   | 30    |
| Аталанта          | Серия А          | 2019/20          | 34   | 8    | 1            | 0            | 9         | 1         | 0      | 0      | 44    | 9     |
| Аталанта          | Серия А          | 2020/21          | 36   | 8    | 3            | 2            | 4         | 0         | 0      | 0      | 43    | 10    |
| Аталанта          | Серия А          | 2021/22          | 30   | 6    | 1            | 0            | 10        | 4         | 0      | 0      | 41    | 10    |
| Аталанта          | Серия А          | 2022/23          | 15   | 1    | 0            | 0            | 0         | 0         | 0      | 0      | 15    | 1     |
| Аталанта          | Итого            | Итого            | 115  | 23   | 5            | 2            | 23        | 5         | 0      | 0      | 143   | 30    |
| → Олимпик Марсель | Лига 1           | 2022/23          | 20   | 1    | 3            | 1            | 0         | 0         | 0      | 0      | 23    | 2     |
| Всего за карьеру  | Всего за карьеру | Всего за карьеру | 341  | 66   | 29           | 6            | 49        | 15        | 0      | 0      | 419   | 87    |

### Матчи за сборную
| №  | Дата             | Оппонент           | Счёт | Голы      | Пасы | Минуты | Соревнование             |
| -- | ---------------- | ------------------ | ---- | --------- | ---- | ------ | ------------------------ |
| 1  | 31 марта 2015    | Латвия             | 1:1  | —         | —    | 5'     | Товарищеский матч        |
| 2  | 9 октября 2015   | Северная Македония | 2:0  | —         | —    | 1'     | Отбор ЧЕ-2016 (группа С) |
| 3  | 14 ноября 2015   | Словения           | 2:0  | —         | —    | 10'    | Отбор ЧЕ-2016 (стыковые) |
| 4  | 6 июня 2017      | Мальта             | 0:1  | —         | —    | 45'    | Товарищеский матч        |
| 5  | 11 июня 2017     | Финляндия          | 2:1  | —         | —    | 90'    | Отбор ЧМ-2018 (группа I) |
| 6  | 2 сентября 2017  | Турция             | 2:0  | —         | —    | 11'    | Отбор ЧМ-2018 (группа I) |
| 7  | 5 сентября 2017  | Исландия           | 0:2  | —         | —    | 71'    | Отбор ЧМ-2018 (группа I) |
| 8  | 10 ноября 2017   | Словакия           | 2:1  | —         | —    | 81'    | Товарищеский матч        |
| 9  | 23 марта 2018    | Саудовская Аравия  | 1:1  | —         | —    | 25'    | Товарищеский матч        |
| 10 | 27 марта 2018    | Япония             | 2:1  | —         | —    | 61'    | Товарищеский матч        |
| 11 | 31 мая 2018      | Марокко            | 0:0  | —         | —    | 26'    | Товарищеский матч        |
| 12 | 3 июня 2018      | Албания            | 4:1  | —         | 1    | 71'    | Товарищеский матч        |
| 13 | 6 сентября 2018  | Чехия              | 2:1  | —         | —    | 90'    | Лига Наций (В)           |
| 14 | 9 сентября 2018  | Словакия           | 1:0  | —         | —    | 71'    | Лига Наций (В)           |
| 15 | 10 октября 2018  | Италия             | 1:1  | Гол       | —    | 90'    | Товарищеский матч        |
| 16 | 16 октября 2018  | Чехия              | 1:0  | Гол       | —    | 86'    | Лига Наций (В)           |
| 17 | 20 октября 2018  | Турция             | 0:0  | -         | -    | 45'    | Товарищеский матч        |
| 18 | 22 марта 2019    | Португалия         | 0:0  | -         | -    | 90'    | Евро 2020 квалификация   |
| 19 | 25 марта 2019    | Люксембург         | 2:1  | -         | -    | 90'    | Евро 2020 квалификация   |
| 20 | 7 июня 2019      | Сербия             | 5:0  | -         | 2    | 90'    | Евро 2020 квалификация   |
| 21 | 10 июня 2019     | Люксембург         | 1:0  | -         | 1    | 90'    | Евро 2020 квалификация   |
| 22 | 7 сентября 2019  | Литва              | 3:0  | Гол       | -    | 80'    | Евро 2020 квалификация   |
| 23 | 10 сентября 2019 | Нигерия            | 2:2  | —         | —    | 72'    | Товарищеский матч        |
| 24 | 11 октября 2019  | Литва              | 2:0  | Гол · Гол | -    | 90'    | Евро 2020 квалификация   |
| 25 | 14 октября 2019  | Португалия         | 2:1  | -         | -    | 90'    | Евро 2020 квалификация   |
| 26 | 9 марта 2020     | Швейцария          | 2:1  | -         | -    | 90'    | Лига Наций (А)           |
| 27 | 6 сентября 2020  | Испания            | 0:4  | -         | -    | 90'    | Лига Наций (А)           |
| 28 | 7 октября 2020   | Франция            | 1:7  | -         | -    | 45'    | Товарищеский матч        |
| 29 | 10 октября 2020  | Германия           | 1:2  | Гол       | -    | 90'    | Лига Наций (А)           |
| 30 | 13 октября 2020  | Испания            | 1:0  | -         | -    | 90'    | Лига Наций (А)           |

Итого: сыграно матчей: 30 / забито голов: 6; победы: 18, ничьи: 7, поражения: 5.

## Личная жизнь
Жена — Роксана. Будущие супруги познакомились в 2012 году, когда футболист выступал за «Севастополь». Свадьба состоялась в 2016 году. 13 ноября 2019 года у пары родилась дочь — Оливия. 7 мая 2025 года родился сын.